# Galiciotyphlotes weberi
Galiciotyphlotes weberi is een keversoort uit de familie van de loopkevers (Carabidae). De wetenschappelijke naam van de soort is voor het eerst geldig gepubliceerd in 1999 door Assmann.